# ماووگلوران
ماووگلوران (به انگلیسی: Mavoglurant) یک ترکیب شیمیایی با شناسه پاب‌کم ۹۹۲۶۸۳۲ است. 